# Лихтерфельд-Шаксдорф
Лихтерфельд-Шаксдорф (нем. Lichterfeld-Schacksdorf) — община в Германии, в земле Бранденбург.
Входит в состав района Эльба-Эльстер. Подчиняется управлению Клайне Эльстер (Нидерлаузиц).  Население составляет 1101 человек (на 31 декабря 2010 года). Занимает площадь 40,78 км².
Коммуна подразделяется на 3 сельских округа.
| Год  | Население |
| ---- | --------- |
| 2005 | 1209      |
| 2010 | 1123      |